# لوئیس-فرانسوا تروارد
لوئیس-فرانسوا تروارد (انگلیسی: Louis-François Trouard; ۱ ژانویهٔ ۱۷۲۹ – ۱ ژانویهٔ ۱۸۰۴) معمار اهل فرانسه بود.

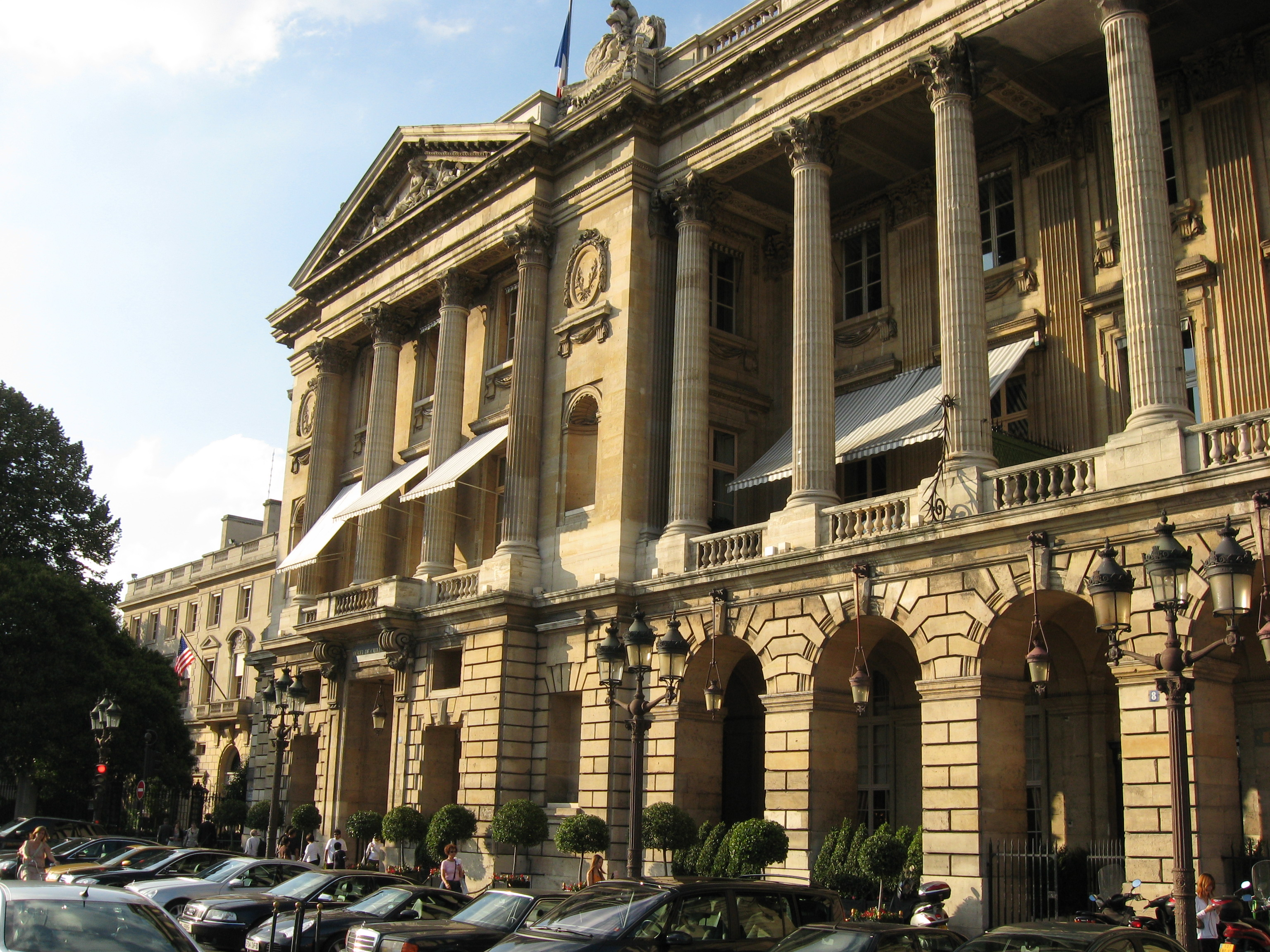
نمونهٔ معماری از فرانسوا

وی همچنین برندهٔ جوایزی همچون جایزه بزرگ رم شده‌است.